# 黄水沟
黄水沟是中华人民共和国新疆维吾尔自治区的一条河流，位于塔里木盆地，该河全长110千米，集水面积约4311平方千米，年均径流量约为5.59亿立方米。根据黄水沟水文站测定，该河夏季富水期径流量占全年的57.6%，冬季枯水期径流量占全年的10.4%。